# Marian Grużewski
Marian Piotr Grużewski (ur. prawdopodobnie 9 września 1895 w Wilnie, zm. 2 marca 1963 w Łodzi) – polski malarz, medium i okultysta.

## Życiorys
Pochodził z rodziny ziemiańskiej, wg wielu źródeł urodził się w Wilnie. Od dzieciństwa cierpiał na zaburzenia powodujące u niego omamy, co przyczyniło się do tego, że został cenionym medium. Około 1914 pod wpływem swojego krewnego, ziemianina Bronisława Jana Wróblewskiego zainteresował się modnymi wówczas praktykami spirytystycznymi. Karierę jako artysta-medium rozpoczął w 1919, po spotkaniu na seansie spirytystycznym z Prosperem Szmurłą, który wręczył mu papier i ołówki. Samodzielnie zaczął uczyć się malarstwa w Wilnie, Warszawie, Rzymie i Paryżu u Paula Chabasa. W 1920 w czasie inwazji bolszewików Marian przeniósł się (wraz ze swoim bratem Ludwikiem) do stolicy, gdzie na dobre oddał się malarstwu mediumicznemu. Rok później, pierwszą, indywidualną wystawę jego prac w warszawskim Salonie Polskiej Sztuki Nowoczesnej zorganizował malarz, profesor historii sztuki i prorektor Wolnej Wszechnicy Polskiej Wincenty Trojanowski. Grużewski podczas dwudziestolecia międzywojennego wystawiał swoje prace w Warszawie (1921), Wilnie (1927) i Łodzi (1929), a także w Paryżu (1927), Atenach (1929), Rzymie (1930) i Florencji, a malowane przez niego obrazy podczas transu uzyskały rozgłos w gazetach takich jak „The New York Herald” i „Psychika”. W 1928 został zaproszony na badania przez francuski Międzynarodowy Instytut Metapsychiczny, podczas których odbywał seanse spirytystyczne z udziałem Eugèna Osty’ego. Wyniki badań opublikował „Revue Metapsychique” (1928).

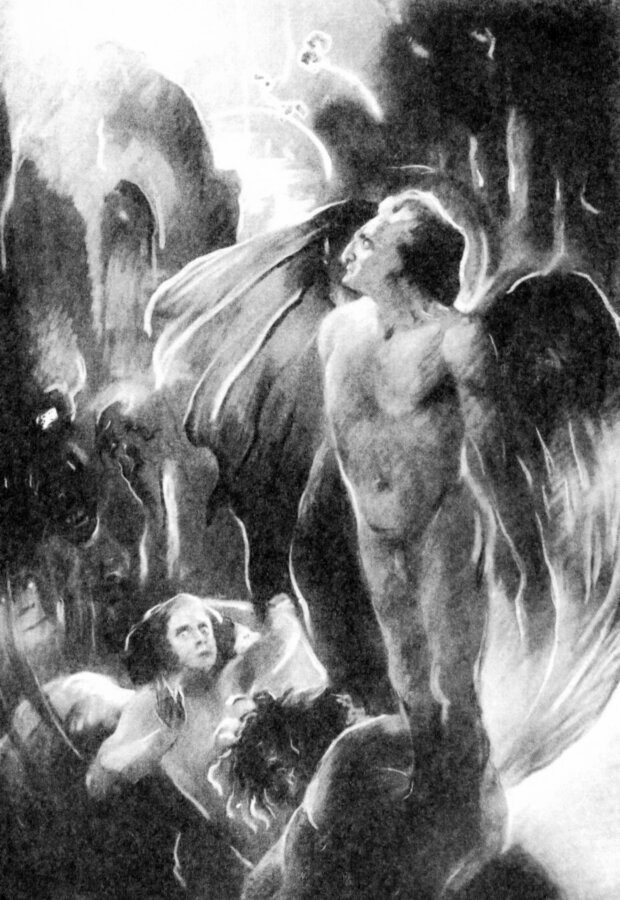
Bunt Natury, według publikacji z 1927 roku

Przed II wojną światową był także redaktorem „Przeglądu Ezoterycznego” – dodatku do pisma „Rubikon” oraz pisał artykuły z zakresu krytyki artystycznej dla „Przeglądu Artystycznego” w Wilnie (1925–1939). Był również członkiem Bractwa Białego Wschodu. Leon Chajn w swojej pracy Polskie wolnomularstwo 1920–1938 określił go mianem „czołowego przedstawiciela masonerii okultystycznej o kierunku metapsychicznym”, który wraz ze środowiskiem „Polskiego Towarzystwa Metapsychicznego” –psychologiem prof. Uniwersytetu Łódzkiego Albertem Dryjskim oraz architektem i wykładowcą akademickim Alfonsem Emilem Gravierem miał prowadzić „koło masonerii okultystycznej”. Po II wojnie światowej został repatriantem – wyjechał z Wilna i początkowo zamieszkał w Toruniu. We wrześniu 1945 decyzją Państwowego Urzędu Repatriacyjnego przydzielono mu gospodarstwo we wsi Babieniec (dzisiejsze województwo łódzkie). W czerwcu 1946 r. zdał gospodarstwo i przeniósł się do Łodzi, początkowo przebywał w bursie PUR-u, następnie przeniósł się do lokum w dzielnicy Rogi. W 1949 zamieszkał u swoich znajomych sprzed okupacji braci Stefana i Freda jr. Greenwoodów (synów łódzkiego fabrykanta Freda Greenwooda Sr.) w pałacu Ewalda Kerna przy ul. Piotrkowskiej 179. 

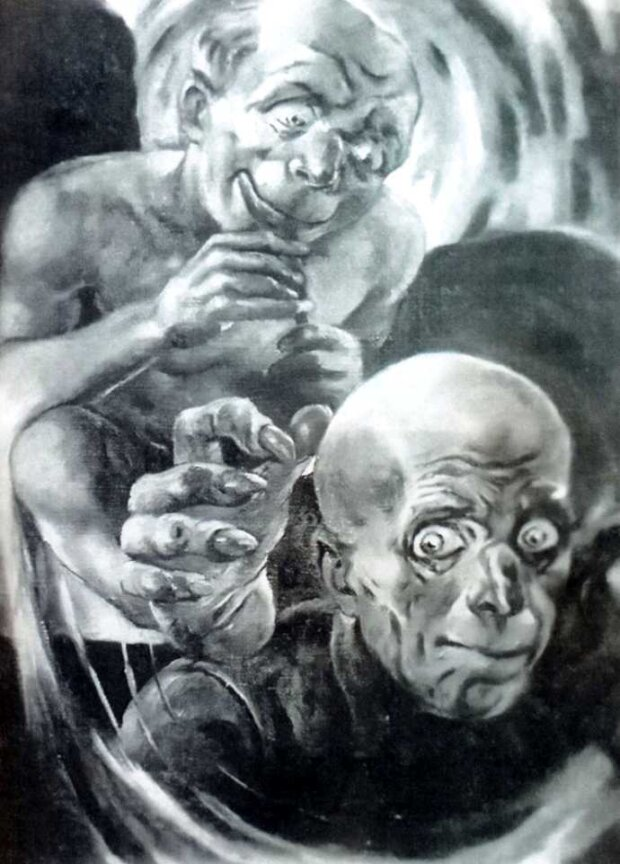
Obłęd, według publikacji z 1927 roku

Grużewski oraz bracia Greenwoodowie byli rozpracowywani przez Urząd Bezpieczeństwa w ramach sprawy o kryptonimie „Łódź” założonej 9 października 1951 przez Wydział IV Departamentu V. W 1952 zatrzymano ich, a Wojskowy Sąd Rejonowy w Warszawie postawił im zarzuty usiłowania zmiany przemocą ustroju państwa. W uzasadnieniu napisano, iż oskarżeni usiłowali zmienić ustrój Państwa Polskiego przemocą przez wspólne opracowywanie w toku zebrań odbywanych z reguły 2 razy w miesiącu wszechstronnej, systematycznej i szczegółowej teorii o dokonaniu przewrotu kontrrewolucyjnego, o obaleniu władzy ludowej i oddaniu jej burżuazji w formie nowego ustroju pod nazwą „Homokracji” przez utworzenie zakonspirowanego rządu „Homokratycznego”, w którym to pierwszy z oskarżonych sprawował władzę króla, pozostali ministrów, przez szkalowanie władzy ludowej i wyrażanie poglądów powojennych. Przy okazji zatrzymania i rewizji w domu Greenwoodów znaleziono dodatkowo broń na ich strychu w postaci 3 pistoletów 2 rewolwerów i ponad 100 sztuk amunicji. Ostatecznie dnia 4 września 1952 r. sąd skazał Grużewskiego i Stefana Greenwooda na karę 7 lat więzienia, Freda Greenwooda na 6 lat więzienia. Zarządzono także przepadek całego ich mienia na rzecz Skarbu Państwa oraz pozbawienie praw obywatelskich. Bracia Greenwoodowie zostali warunkowo zwolnieni z więzienia 4 marca 1955 r. Grużewski został uwolniony z więzienia po 5 latach odsiadki na mocy amnestii. 
Grużewski był członkiem okręgu łódzkiego ZPAP. W Łodzi prezentował swoje prace na wystawach w 1947 i 1961. Ponowne zainteresowanie jego twórczością pojawiło się po 1989, gdy odrodził się ruch spirytystyczny.

### Życie prywatne
Istnieją rozbieżności co do dokładnych daty i miejsca urodzenia i śmierci Grużewskiego. „Glossariusz Okultyzmu” z 1936 oraz „Revue Metapsychique” wskazują na datę 8 września 1898 i Wilno, „Encyklopedia Ziemi Wileńskiej” z 2002 wskazuje na datę 24 września 1895 i Warszawę, natomiast Księgi metrykalne rzymskokatolickiej parafii św. Jana w Wilnie z 1896 wskazują datę 9 września 1895, rok 1895 potwierdza również nekrolog zamieszczony przez brata artysty. Wątpliwości budzi również data śmierci artysty – 2 nekrologi zawarte w „Dzienniku Łódzkim”, opublikowane kilka dni po jego śmierci wskazują na 2 marca 1963, „Encyklopedia Ziemi Wileńskiej” oraz brat artysty zaś wskazują datę 3 marca 1963.
Grużewski był synem Piotra Grużewskiego i Pauliny z d. Jankowskiej.
Został pochowany na cmentarzu św. Antoniego na Mani w Łodzi.

## Twórczość
Prosper Szmurło, twierdził, że to on przyczynił się do ujawnienia talentu Grużewskiego, oferując mu papier i ołówki w trakcie transu, w 1919, kiedy to Grużewski miał być już wówczas cenionym medium. Do lat 20. XX w. Grużewski tworzył obrazy olejne i pastele, m.in. jedno-, dwu- i wielobarwne. W latach 1919–1926 namalował kilkaset prac. Zajmował się także okultyzmem. Malował obrazy o tematyce fantastycznej, w tym m.in. pt. „Wizja czyśćcowa”, „Wizja Wyspiańskiego” oraz portrety: „Autoportret”, „Leonardo da Vinci”, a także obrazy o tematyce religijnej: „Chrystus”, „Judasz”. Grużewski twierdził, że tworzył w transie hipnotycznym. Według obserwatorów malował w ciemności, w przyciemnieniu lub z zamkniętymi oczyma podczas wprowadzenia w trans, a obraz był w stanie namalować w ciągu około 8-15 min., choć niektóre z jego obrazów malowane były podczas kilku nawet godzinnych sesji. Według Norberta Okołowicza poza stanem transu jego umiejętności artystyczne miały być znikome. Według Szmurły, artysta potrafił tłumaczyć znaczenie swoich obrazów podczas sesji, po której zapominał, co i dlaczego malował oraz co mówił.

### Zjawiska nadprzyrodzoneprzypisywane Grużewskiemu
W dzieciństwie Grużewskiemu przypisywano omamy wzrokowe i słuchowe i stany letargiczne. Jego obecność miała przyczyniać się do rzekomego obserwowania zjaw. Badacze jego działalności wskazywali, że rzekomo był on medium, potrafił lewitować, przenosić przedmioty siłą woli oraz materializować ręce, głowy i głos.